# 龙水郡
龙水郡，中国唐朝时设置的郡。
唐玄宗天宝元年（742年），改粤州置龙水郡。治所在龙水县（今广西宜州市）。下辖龙水县、崖山县（今广西宜州市石别镇石排村）、东玺县（今广西宜州市怀远镇白马村）、天河县（今广西宜州市安马乡）。辖境相当今广西宜州市大部及罗城仫佬族自治县西南部地。唐肃宗乾元元年（758年）改为宜州。